# Wiśnica
Wiśnica [pronunciación en polaco: /viɕˈnit͡sa/] (en casubio: Wësnëca) es un asentamiento ubicado en el distrito administrativo de Gmina Przechlewo, dentro del Condado de Człuchów, Voivodato de Pomerania, en Polonia del norte. Se encuentra aproximadamente a 10 kilómetros al oeste de Przechlewo, a 26 kilómetros al noroeste de Człuchów, y a 117 kilómetros al suroeste de la capital regional Gdansk.
Para detalles de la historia de la región, véase Historia de Pomerania.
El poblamiento tiene una población de 1 habitante.